# National Cyber Security Centre (Storbritannien)
 For alternative betydninger, se National Cyber Security Centre. (Se også artikler, som begynder med National Cyber Security Centre)
National Cyber Security Centre (NCSC) er en britisk myndighed for it-sikkerhed som blev oprettet oktober 2016.
NCSC er lokaliseret ved London. NCSC skal blandt andet samarbejde med Bank of England om retningslinjer for datasikkerhed i finanssektoren.
NCSC har vejledninger og anbefalinger som er frit tilgængelige.